# Dryburgh Abbey
Dryburgh Abbey is een norbertijnse abdij, gesticht in 1150 door Hugh de Moreville die er in 1162 stierf, gelegen aan de rivier de Tweed in de regio Scottish Borders, 13 km ten zuidoosten van Melrose. Het moederhuis van deze abdij was de abdij van Alnwick (Northumberland). Volgens de Chronicle of Melrose kwamen er broeders van het moederhuis op zowel 10 november 1150 als 12 december 1152.
Tijdens de onafhankelijkheidsoorlog werd de abdij in 1322 door het leger van koning Eduard II van Engeland in brand gestoken. De herbouw begon vrijwel direct dankzij giften van onder meer Robert the Bruce.
In 1382 trof de abdij hetzelfde lot, ditmaal door de invasie van Richard II. Ditmaal kwam er onder meer financiële hulp van Robert III en van Lord Maxwell van Caerlaverock.
De vijftiende eeuw was een bloeiperiode voor de abdij. Uiteindelijk werd de abdij vernietigd door een Engels leger onder leiding van de graaf van Hertford op 4 november 1544. De reformatie van 1560 zorgde voor het eind van het monastische leven op de abdij, toen er geen nieuwe broeders mochten worden opgenomen in de gemeenschap die nog maar acht broeders telde onder leiding van de subprior David Erkine. In 1580 waren er nog maar vier, in 1584 nog twee bewoners. In 1600 was er niemand meer.
In 1786 kocht de elfde graaf van Buchan, David Steuart Erskine, de abdij, en legde een grote tuin aan op het terrein terwijl hij de ruïnes in stand hield. Hij werd in 1829 begraven in de voormalige sacristie.
Ook Walter Scott (in 1832) en field marshall graaf Douglas Haig (in 1928) zijn op het terrein van Dryburgh Abbey begraven.

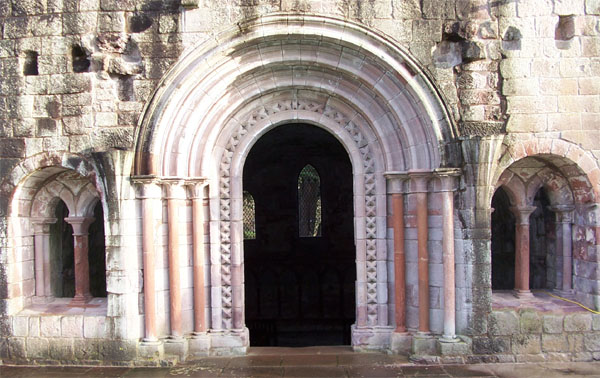
De toegang naar de kapittelzaal van Dryburgh Abbey

## Bouw
De plaats waar de abdij is gebouwd wordt geassocieerd met Sint-Modan, een volger van Columba van Iona hoewel daar geen archeologische bewijzen voor zijn.
Allereerst is de kerk gebouwd, in het bijzonder het oostelijke deel waar het hoogaltaar kwam te staan. Hierna werden het zuid-transept en het oostelijke deel van het klooster gebouwd. De oostelijke deur naar de kerk en de ingang van de kapittelzaal zijn typische voorbeelden van laat-twaalfde-eeuwse architectuur. Vervolgens werd het koor afgebouwd en de kapellen in het noord-transept - alle in vroeg-dertiende-eeuwse stijl.
De bijgebouwen en kloostergebouwen zijn het meest compleet overgeleverd.

## Beheer
Dryburgh Abbey wordt beheerd door Historic Scotland, net als de overige border abbeys Melrose Abbey, Kelso Abbey en Jedburgh Abbey.